# Plantago limensis
Plantago limensis är en grobladsväxtart som beskrevs av Christiaan Hendrik Persoon. Plantago limensis ingår i släktet kämpar, och familjen grobladsväxter. Inga underarter finns listade i Catalogue of Life.